# بنجامين هولمز
بنجامين هولمز (بالإنجليزية: Benjamin Holmes)‏ هو سياسي أمريكي، ولد في 8 أغسطس 1846، وتوفي في 14 يناير 1914.